# Hameau de la Reine

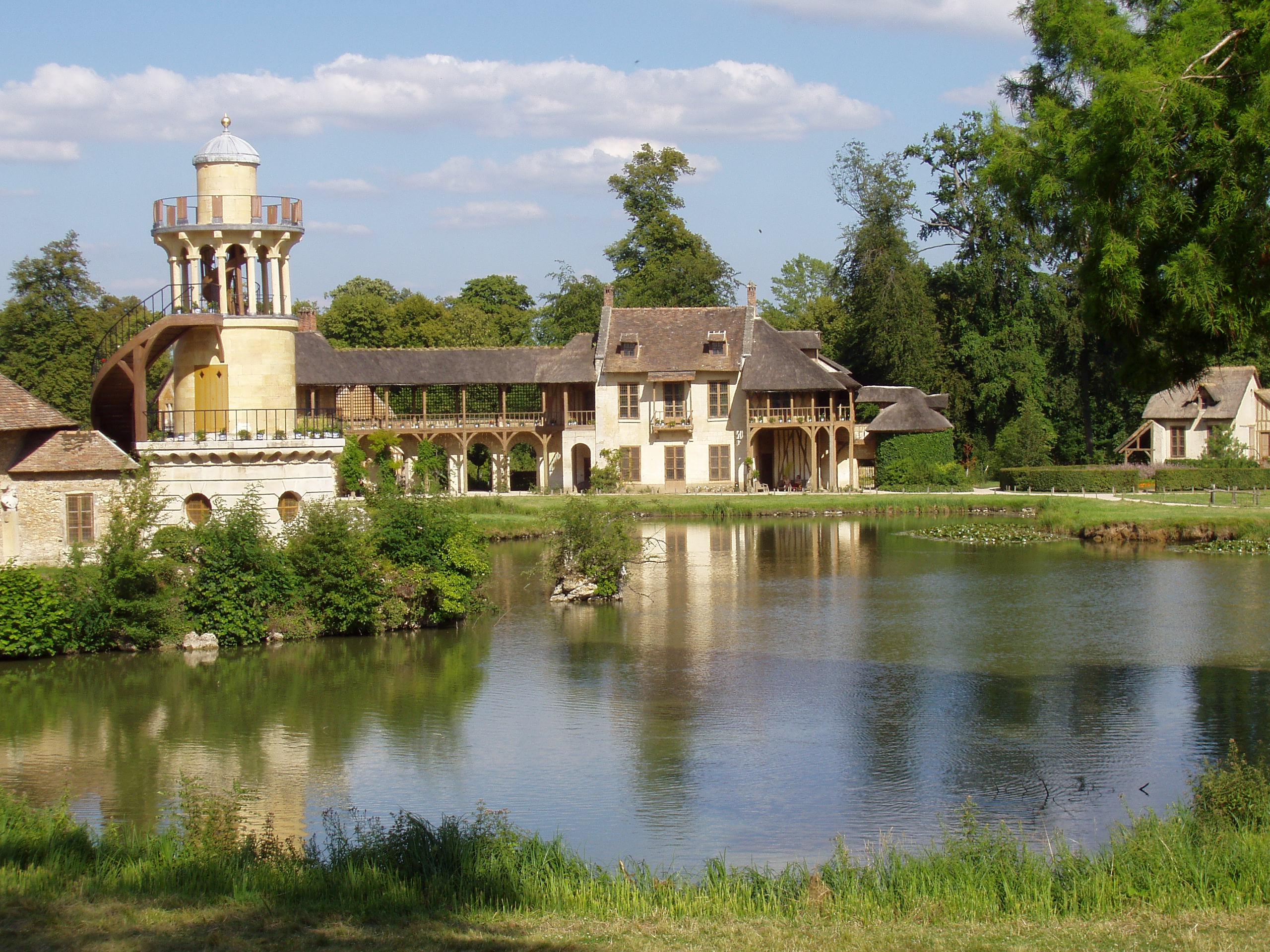
Il Villaggio della Regina e il grande lago.

Planimetria del borgo della Regina
1. Fattoria
2. Latterie
3. Torre Marlborough
4. Vecchia latteria
5. Fienile
6. Corpo di guardia
7. Torre colombaia
8. Casa del biliardo
9. Casa della regina
10. Refettorio
11. Boudoir
12. Mulino

Il Villaggio della Regina (in francese Hameau de la Reine) è una dipendenza del Petit Trianon, nel Parco della Reggia di Versailles, in Francia.

## Storia e descrizione
La costruzione di questo villaggio fu commissionata durante l'inverno 1782-83 dalla Regina Maria Antonietta d'Asburgo-Lorena per allontanarsi dai vincoli della Corte di Versailles, presa dalla nostalgia per uno stile di vita più rustico ispirato dagli scritti di Rousseau e desiderosa di un luogo dove il teatro e le feste le avrebbero fatto dimenticare la sua condizione regale.
Questo luogo campestre, adibito anche a fattoria, è uno dei simboli dell'influenza delle idee di fisiocratici e filosofi illuministi sulla nobiltà del tempo. La costruzione fu affidata all'architetto Richard Mique, mentre le opere pittoriche interne furono realizzate dal pittore Hubert Robert.
Intorno a un lago artificiale destinato alla pesca di carpe e lucci, Mique fece erigere dodici edifici con pareti di legno e tetto di paglia, di ispirazione normanna o fiamminga, situate nella parte nord dei giardini di Versailles, vicino al Petit Trianon e in prosecuzione con il giardino inglese. Furono costruiti: una fattoria per la produzione di latte e uova destinati alla regina, una torre a guisa faro, un boudoir, una stalla, un mulino, una torre colombaia, una casa per il corpo di guardia personale della regina. Ciascun edificio era circondato da un orto, un frutteto o un giardino. L'edificio maggiore era la Casa della Regina, situata nel centro del piccolo villaggio; quest'ultimo era diviso in due da un fiumiciattolo che si dipartiva dal lago ed era attraversato da un piccolo ponte di pietra.
Abbandonato dopo la Rivoluzione francese, il villaggio fu oggetto di tre tentativi di restauro: il primo e più importante fu deciso da Napoleone Bonaparte nel 1810, il secondo per volere dell'imprenditore e mecenate statunitense John Davison Rockefeller jr negli anni trenta e il terzo negli anni novanta per merito di Pierre-André Lablaude.

## Leggende popolari
L'Hameau fu al centro di una leggenda novecentesca molto nota nell'ambiente anglosassone, quella dei cosiddetti fantasmi del Trianon. Due insegnanti inglesi, Charlotte Anne Moberly (1846–1937) ed Eleanor Jourdain (1863–1924), in visita nel 1901, secondo quanto scrissero nel 1911 ebbero un'esperienza paranormale (descritta come un viaggio nel tempo oppure una manifestazione di spiritismo) in cui videro temporaneamente il villaggio secondo un progetto originario mai realizzato, riferendo di aver incontrato in due occasioni numerose persone vestite in abiti pre-rivoluzionari, poi non più incontrati, tra cui una donna seduta sull'erba poi da esse identificata con la stessa Maria Antonietta. Molti studiosi del fenomeno si sono avvicendati, da coloro che prestavano fede, agli scettici che parlarono di invenzione, suggestione, allucinazione o riportarono la storia dell'aristocratico esteta e poeta decadente Robert de Montesquiou, che viveva nelle vicinanze e organizzava feste equivoche in abiti d'epoca, spesso a tema omosessuale e di travestitismo, in quel periodo. Imbattersi in una di queste particolari rievocazioni storiche avrebbe tratto in inganno le due turiste inglesi, non abituate a ciò.